# لیندسی تارپلی
لیندسی تارپلی (انگلیسی: Lindsay Tarpley؛ زادهٔ ۲۲ سپتامبر ۱۹۸۳) یک بازیکن فوتبال اهل ایالات متحده آمریکا است.
از باشگاه‌هایی که در آن بازی کرده‌است می‌توان به شیکاگو رد استارز و مجیک جک اشاره کرد.
وی همچنین در تیم ملی فوتبال ایالات متحده آمریکا بازی کرده‌است.